# Karlsson vom Dach (2002)
Karlsson vom Dach (Originaltitel: Karlsson på taket) ist ein schwedisch-norwegischer Zeichentrickfilm von Vibeke Idsøe aus dem Jahr 2002. Er basiert auf der Kinderbuchreihe Karlsson vom Dach von Astrid Lindgren.

## Handlung
Svante Svantesson, genannt „Lillebror“, lebt mit seinen Eltern und den beiden älteren Geschwistern Betty und Birger in einem Mehrfamilienhaus in Stockholm. Er fühlt sich oft allein, weil seine beiden Geschwister aufgrund des Altersunterschieds Dinge gemeinsam unternehmen. Lillebor liebt Hunde und wünscht sich daher einen Welpen zu seinem achten Geburtstag in zwei Wochen. Seine Eltern lehnen einen Hund jedoch ab. Als Lillebror mal wieder traurig in seinem Zimmer sitzt, hört er plötzlich ein Geräusch. Kurz darauf fliegt der kleine, pummelige Mann Karlsson in sein Zimmer, angetrieben von einem Propeller auf seinem Rücken. Er stellt sich ihm als „Mann in den besten Jahren“ vor, schätzt seine Kenntnisse stets als die „weltbesten“ ein und besitzt einen außergewöhnlichen Appetit. Nachdem er eine kleine Modelldampfmaschine von Lillebror zerstört hat, fliegt er weiter, müsse er doch zur Wartung in die Werkstatt. Die Eltern entdecken die kaputte Maschine kurz darauf und glauben Lillebror nicht, als er meint, dass Karlsson den Schaden verursacht habe. Auch in der Schule wird Lillebror als Lügner bezeichnet.
Karlsson erscheint einige Tage später wieder bei Lillebror, der ihm Süßigkeiten kauft. Wenig später nimmt Karlsson ihn mit auf einen Flug über die Dächer von Stockholm. Der Flug endet in Karlssons Haus auf dem Dach, wo sich der kleine Mann als eher fauler Gastgeber entpuppt. Bei einem Spaziergang über Stockholms Dächer zeigt Karlsson Lillebror die Wohnung der Diebe Rulle und Fille, die gerade in der Zeitung von einem mysteriösen Ufo lesen, das über Stockholm gesichtet wurde. Für Hinweise zum Ufo, das Lillebror als Karlsson identifizieren kann, ist inzwischen sogar eine Belohnung von 100.000 Kronen ausgesetzt. Nach einer Weile auf den Dächern von Stockholm wird Lillebror am Abend von der Feuerwehr zurück auf den Boden geholt.
Betty und Birger wollen zusammen in den Urlaub fahren und Lillebrors Eltern unternehmen gemeinsam eine Kreuzfahrt. Lillebror bleibt gerne zuhause, wobei ihm nicht nur Onkel Julius, sondern auch die alte und resolute Fräulein Bock Gesellschaft leisten werden. Fräulein Bock ist wenig begeistert von Lillebrors „Schulfreund“ Karlsson, der ihr ständig Streiche spielt. Onkel Julius wiederum fällt in Ohnmacht, als Karlson ihn mit einem Salut-Pistolenschuss begrüßt. Beide erkennen jedoch nicht, dass Karlsson kein gewöhnlicher Junge ist, und so glaubt Onkel Julius nachts den Sandmann zu sehen, als Karlsson mit Regenschirm vor seinem Fenster schwebt. Karlssons unbekümmertes Umherfliegen hat inzwischen einige Stockholmer auf ihn aufmerksam gemacht, darunter auch die Diebe Rulle und Fille, die glauben, dass Karlsson bei Lillebror wohnt. Lillebror belauscht beide Diebe und warnt Karlsson vor ihnen. Zusammen stellen sie ihnen in Lillebrors Wohnung eine Falle und nehmen sie gefangen. Fräulein Bock verjagt beide Diebe schließlich energisch aus der Wohnung.
Ein Fotograf hat Lillebror und Karlsson gemeinsam auf dem Dach abgelichtet, doch glaubt er, dass Lillebror nur einen Drachen hat steigen lassen, was so auch in den Zeitungen gedruckt wird. Karlsson ist nun außer Gefahr. Lillebror wiederum hat endlich Geburtstag und seine Geschwister und die Eltern sind rechtzeitig aus dem Urlaub zurückgekommen. Lillebror bekommst ein kleines Hündchen namens Bimbo, weil die Eltern glauben, dass der erfundene Karlsson zeigt, wie einsam Lillebror sich fühlt. Umso erstaunter sind sie, als Karlsson wenig später an Lillebrors Geburtstagstafel sitzt und fleißig Sahnekuchen isst. Sie beschließen dennoch, niemandem etwas von Karlsson zu erzählen, da man ihnen doch nie glauben würde.

## Produktion
Karlsson vom Dach ist die Verfilmung der drei Karlsson-Bücher Karlsson vom Dach (1955), Karlsson fliegt wieder (1962) und Der beste Karlsson der Welt (1968) von Astrid Lindgren. Der Film wurde als Zeichentrickfilm realisiert und orientiert sich eng an den Karlsson-Illustrationen von Ilon Wikland.
Karlsson vom Dach lief am 27. September 2002 in den schwedischen Kinos an und kam am 20. Februar 2003 auch in die deutschen Kinos. Im Oktober 2003 erschien der Film in Deutschland auf DVD.

## Synchronisation
| Rolle                         | Synchronsprecher (Originalfassung) | Synchronsprecher (deutsche Fassung) |
| ----------------------------- | ---------------------------------- | ----------------------------------- |
| Karlsson                      | Börje Ahlstedt                     | Jürgen Vogel                        |
| Svante „Lillebror“ Svantesson | William Svedberg                   | Robert Müller-Stahl                 |
| Mutter                        | Pernilla August                    | Petra Barthel                       |
| Vater                         | Allan Svensson                     | Stefan Gossler                      |
| Fräulein Bock                 | Margaretha Krook                   | Andrea Brix                         |
| Onkel Julius                  | Nils Eklund                        |                                     |
| Birger                        | Leo Magnusson                      | Nils Zachler                        |
| Betty                         | Ellen Ekdahl                       |                                     |
| Rulle                         | Brasse Brännström                  | Tom Deininger                       |
| Fille                         | Magnus Härenstam                   | Joachim Tennstedt                   |

## Kritik
„Durch die Anlehnung an die vertrauten Buchillustrationen wird für Kinder die Wiedersehensfreude aktiviert“, befand der film-dienst. Für Cinema war es ein „kindgerecht lustige[r] Zeichentrickfilm über den Hackfleischbällchen-Liebhaber“. „Die aus mehreren Karlsson-Geschichten zusammengestrickte Handlung behält den anarchischen Lindgren-Charme. Das ist nicht zuletzt ein Verdienst von Jürgen Vogel, der hörbar Gefallen an der (Sprech-) Rolle als Vielfraß hatte“, schrieb das Hamburger Abendblatt.
„Gegen seine mit magischen Kräften und futuristischer Technologie bewehrten Trick-Kollegen aus den USA und Japan, die Fernsehen und Kino bevölkern, wirkt das dickliche Männlein mit dem Propeller auf dem Rücken […] so anachronistisch wie eine Dampflok neben einem ICE“, stellte Der Spiegel anlässlich der deutschen Kinopremiere fest. Auch für die Berliner Zeitung zeigte die Animation „farbenfrohe, liebevolle Bilder […], die das Genre kaum revolutionieren wollen, sondern sich ganz traditionell in den Dienst der erzählten Geschichte stellen.“